# Järva kommun
Järva kommun (estniska: Järva vald) är en kommun i landskapet  Järvamaa i mellersta Estland. Köpingen Järva-Jaani utgör kommunens centralort.
Kommunen bildades den 21 oktober 2017 genom en sammanslagning av de sju kommunerna Albu, Ambla, Imavere, Järva-Jaani, Kareda, Koeru och Koigi.

## Orter
I Järva kommun finns en köping, fem småköpingar och 100 byar.

### Köping
- Järva-Jaani (centralort)

### Småköpingar
- Ambla
- Aravete
- Koeru
- Käravete
- Peetri